# Epameibaphis frigidae
Epameibaphis frigidae är en insektsart som först beskrevs av Oestlund 1886.  Epameibaphis frigidae ingår i släktet Epameibaphis och familjen långrörsbladlöss. Inga underarter finns listade i Catalogue of Life.